# Hurikán Isaac (2000)
Hurikán Isaac byl 13. bouří, 9. pojmenovanou bouří a 5. hurikánem atlantické hurikánové sezóny 2000. Do této doby byl též nejsilnějším. Zformoval se 21. září jižně od Kapverd. Rozptýlil se 1. října u Velké Británie jako tropická vlna. Jelikož hurikán řádil nad oceánem, vyžádal si pouze 1 oběť. Nejvyšší rychlost větru zaznamenána koncem září, a to 220 km/h. Byl to tedy hurikán 4. kategorie dle Saffirovy–Simpsonovy stupnice hurikánů.

## Postup
Tento hurikán se zformoval 21. září jižně od Kapverdských ostrovů. Následujícího dne se z deprese stala tropická bouře. Bouře dál sílila a z tropické bouře se stal hurikán 3. kategorie a větry přesahovaly rychlost 150 km/h. 26. září se hurikán stočil na severozápad a zeslábl na hurikán 1. stupně. To netrvalo dlouho a hurikán zesílil na hurikán stupně 2., poté 3. a nakonec 4. Právě tehdy byla zaznamenána nejvyšší rychlost větru. Poté už hurikán slábl a stočil se na severovýchod. Rozptýlil se severně od Velké Británie.

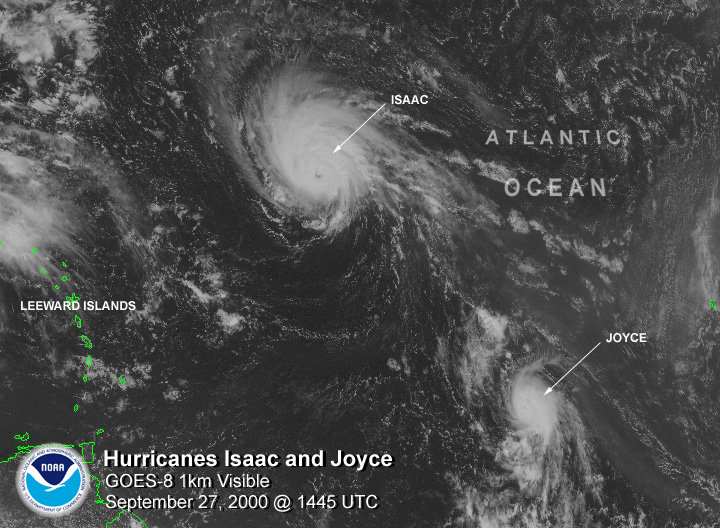
Hurikány Isaac a Joyce 27. září 2000